# Мария Корина Мачадо
Марѝя Корѝна Мача̀до Парѝска (на испански: María Corina Machado Parisca) е венецуелски политик от партията „Ела, Венецуела“.
Родена е на 7 октомври 1967 година в Каракас в семейството на индустриалец, част от стара местна фамилия. Завършва индустриално инженерство в Католическия университет „Андрес Бейо“ и финанси във Висшия институт по администрация, след което работи в автомобилната промишленост. През 2002 година основава гражданската организация за наблюдение на изборите „Сумате“. През 2010 – 2014 година е депутат, през 2012 година основава либералната партия „Ела, Венецуела“, а през 2014 година е сред лидерите на масовите протести срещу режима на Николас Мадуро. През 2024 година печели предварителните избори на опозицията за кандидат за президент, но режимът не я допуска до участие в изборите, след които е принудена да се укрива от властите.
През 2024 година получава заедно опозиционния кандидат за президент Едмундо Гонсалес Наградата за свобода на мисълта „Сахаров“.